# Muscopedaliodes phoenicusa
Muscopedaliodes phoenicusa är en fjärilsart som beskrevs av William Chapman Hewitson 1868. Muscopedaliodes phoenicusa ingår i släktet Muscopedaliodes och familjen praktfjärilar. Inga underarter finns listade i Catalogue of Life.